# سیارک ۲۴۵۸۷
سیارک ۲۴۵۸۷ (به انگلیسی: 24587 Kapaneus، نامگذاری:4613T-2) بیست و چهار هزار و پانصد و هشتاد و هفتمین سیارک کشف شده‌است که در ۳۰ سپتامبر ۱۹۷۳ کشف شد.
قدر مطلق سیارک برابر ۸۹.۰ است.